# Marc-Amable Girard

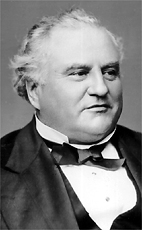
Marc-Amable Girard

Marc-Amable Girard (* 25. April 1822 in Varennes, Niederkanada; † 12. September 1892 in Saint-Boniface, Manitoba) war ein kanadischer Politiker. Er war Premierminister der Provinz Manitoba und regierte vom 14. Dezember 1871 bis zum 14. März 1872 sowie ein zweites Mal vom 8. Juli bis zum 2. Dezember 1874. Von 1871 bis zu seinem Tod gehörte er auch dem kanadischen Senat an.

## Biografie
Girard arbeitete ab 1844 in der Kleinstadt Varennes als Notar. Darüber hinaus war er ab 1859 als Treuhänder für die Notariatsvereinigung von Montreal tätig. In Varennes war er in der Lokalpolitik als Schulrat, Mitglied des Stadtrates und Bürgermeister aktiv. Sowohl 1858 als auch 1863 scheiterte er als konservativer Kandidat bei der Wahl um einen Sitz im Abgeordnetenhaus der Provinz Kanada. Auf Anregung von Verteidigungsminister George-Étienne Cartier zog Girard 1870 in die kurz zuvor gegründete Provinz Manitoba, um dort den Einfluss der Konservativen Partei zu stärken und um die Spannungen zwischen Anglo- und Frankophonen abzubauen.
Unmittelbar nach seiner Ankunft am 23. August bewog Girard Rebellenführer Louis Riel dazu, sich in die USA abzusetzen. Girard setzte sich dafür ein, dass sich Frankokanadier weiterhin in Manitoba niederlassen konnten. Am 17. September 1870 ernannte Vizegouverneur Adams George Archibald Girard zum Schatzmeister der Provinz. Bei den ersten Wahlen zur Legislativversammlung von Manitoba am 27. Dezember desselben Jahres wurde er in Saint-Boniface per Akklamation gewählt. Er behielt seinen Parlamentssitz bei, nachdem er am 13. Dezember 1871 zum Senator ernannt worden war (damals waren Doppelmandate auf Provinz- und Bundesebene noch erlaubt, wenn auch umstritten). Am darauf folgenden Tag übernahm er für die Dauer von drei Monaten das Amt des Regierungschefs in Manitoba.
Im Senat präsidierte Girard die Eisenbahnkommission des Senats. Von 1872 bis 1876 gehörte er zusätzlich dem Temporären Rat der Nordwest-Territorien an, einem Gremium aus ernannten Mitgliedern, das den Vizegouverneur beriet. Nach einem Misstrauensvotum übernahm Girard am 8. Juli 1874 erneut das Amt des Regierungschefs in Manitoba, wurde aber am 2. Dezember desselben Jahres seinerseits gestürzt. Er hatte den Kontakt zu Riel aufrechterhalten, was die englischsprachigen Abgeordneten gegen ihn aufbrachte. Zwar hatte Girard 1876 seinen Sitz im Provinzparlament verloren, doch Premierminister John Norquay berief ihn im November 1879 in die Provinzregierung. Er errang daraufhin den Sitz in Baie St-Paul und führte wieder das Schatzamt. Zwei Jahre später übernahm er die Leitung des Landwirtschaftsministeriums. Am 6. September 1883 gab er seine Ämter auf Provinzebene auf, da Doppelmandate nun nicht mehr gestattet waren. Dem Senat gehörte er bis zu seinem Tod im Jahr 1892 an.